# Igel
Igel es un municipio del Distrito de Tréveris-Saarburg, en el land de Renania-Palatinado de la República Federal Alemana. Se encuentra en la orilla izquierda del río Mosela, al oeste de Tréveris y cerca de la frontera con Luxemburgo. Su población, a 31 de diciembre de 2009, era de 2023 habitantes.

## Historia
De raíces romanas, Igel aparece mencionada por primera vez en un documento del año 929. El nombre de la localidad, que significa "erizo" en alemán, procede, según algunas teorías, del latín medieval agulia, con el que se designaba a los obeliscos romanos. Otra interpretación hace derivar el topónimo "Igel" de una posta de caminos que habría sido construida en el lugar y denominada ad aquilam ("junto al águila").
En ambos casos la referencia que originaría el nombre de la localidad se encuentra en la famosa "columna de Igel".
En efecto, Igel es conocida por albergar la "Columna de Igel", un monumento funerario romano de 23 metros de altura, ricamente decorado con bajorrelieves, construido en piedra arenisca roja en el siglo III de nuestra era, por encargo de los hermanos Lucius Secundinius Aventinus y Lucius Secundinius Securus. La columna aparece coronada por una escultura (hoy muy deteriorada) que representa a Júpiter y Ganímedes llevados al Olimpo por un águila con las alas desplegadas. La columna fue declarada en 1986 Patrimonio de la Humanidad por la Unesco, dentro del conjunto denominado Monumentos romanos de Tréveris (Porta Nigra, anfiteatro, basílica de Constantino, Barbarathermen, puente romano de Tréveris, termas imperiales y columna de Igel), catedral de Tréveris e iglesia de Nuestra Señora de Tréveris.
Otro de los monumentos destacados es el Gerichstlaube ("Pórtico del Tribunal"), una construcción románica de piedra donde tenían lugar las sesiones del jurado de la localidad.